# Tylanthes ptochias
Tylanthes ptochias là một loài bướm đêm thuộc phân họ Arctiinae, họ Erebidae.